# Förenta nationernas klimatkonferens 2013

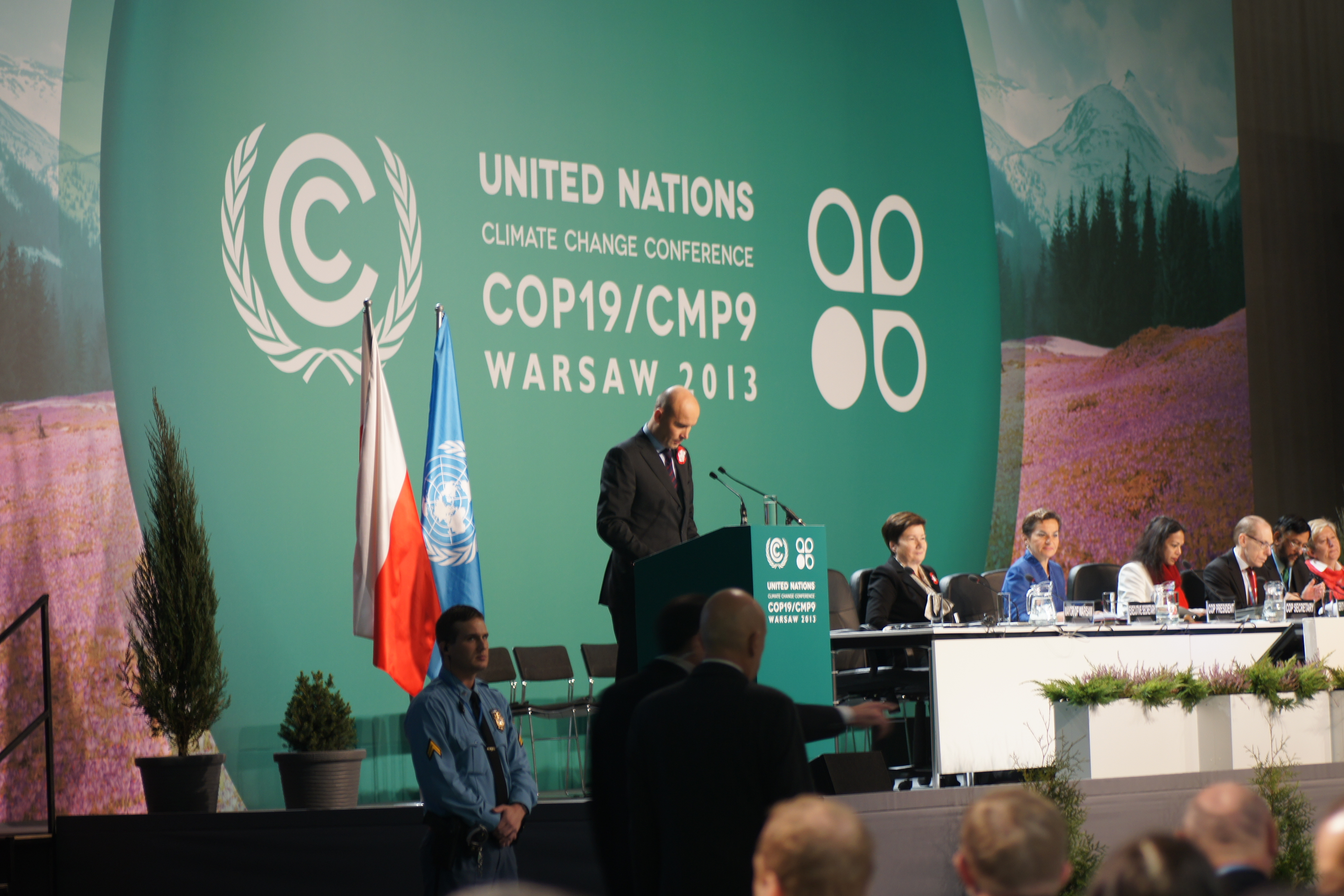
Invigningen av konferensen den 11 november 2013.

Förenta nationernas klimatkonferens 2013 (COP19) ägde rum mellan 11 och 23 november 2013 i nationalstadion i Warszawa, Polen. Konferensen var den 19:e i ordningen på lika många år mellan parterna bakom klimatkonventionen (UNFCCC) från 1992. Förhandlingarna leddes av huvudsekreterare Christiana Figueres och Polens miljöminister Marcin Korolec. Denne blev dock sparkad från sin post som miljöminister under förhandlingarnas gång, men fortsatte med förhandlingarna .
Det främsta målet med mötet var att förhandla förberedande inför COP21 i Paris 2015, då planen var att ett nytt bindande avtal ska slutas som uppföljare till Kyotoavtalet och som ska gälla från 2020. Till detta behövde en tidsplan fås fram för hur mycket olika länder måste sänka sina utsläpp. Konferensen sågs som ett misslyckande eftersom många länder sänkt sina ambitioner för utsläppsminskningar.

## Samtalsämnen

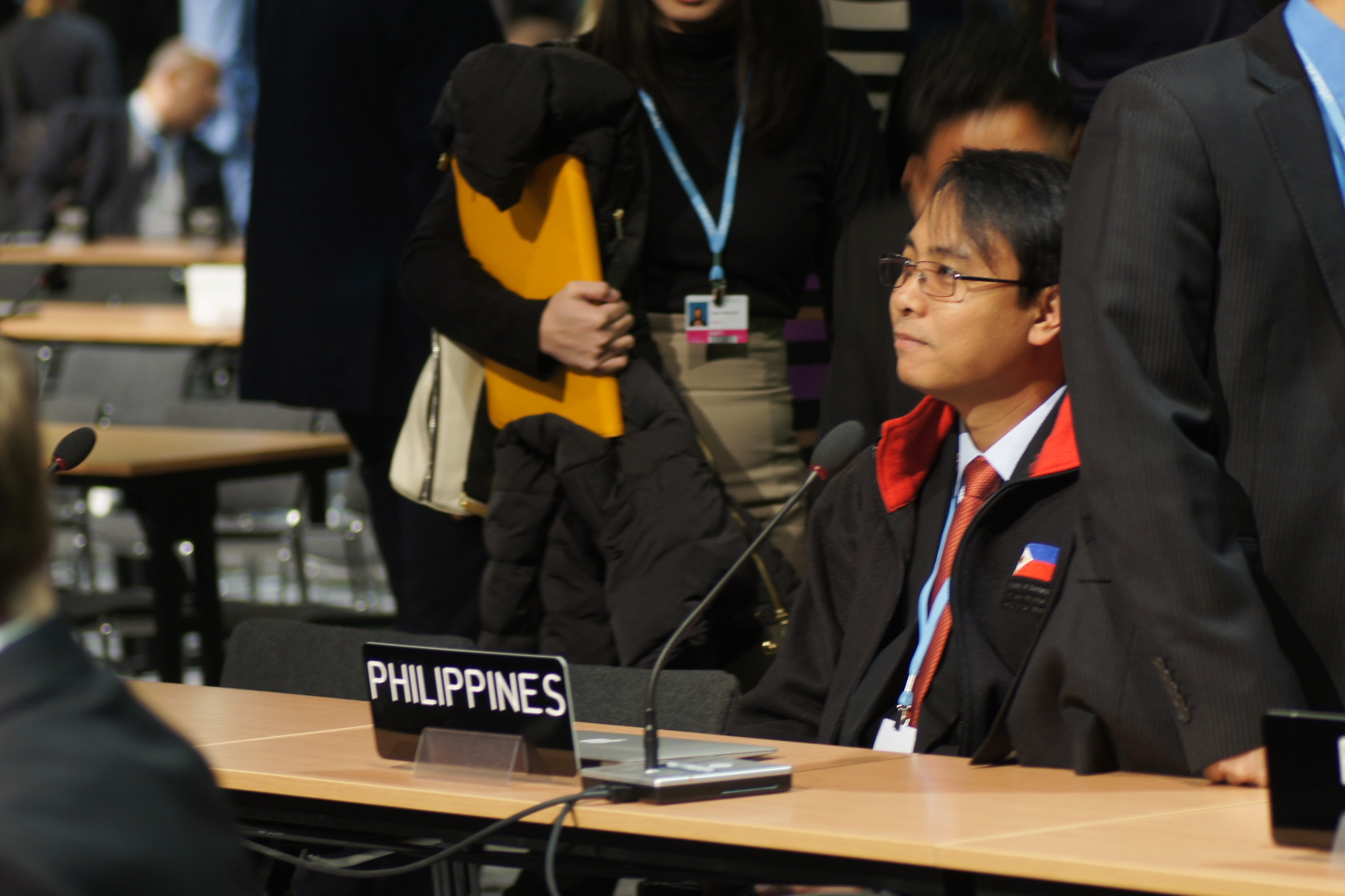
Filippinernas chefsförhandlare Yeb Saño.

Under sitt inledningstal rörde den filippinske chefsförhandlaren Yeb Saño många till tårar när han talade om den stora tyfonen Haiyan som drabbade hans hemland i början av november. I talet annonserade han också en hungerstrejk till dess ett meningsfullt avtal ingåtts där rika länder avsätter pengar för klimatanpassningar för utvecklingsländer. Hungerstrejken var också en solidaritetshandling med Filippinerna och stora delar av civilsamhället på plats slöt upp. Yeb Saño sade dock att han inte hyser några illusioner om att hans fasta skulle påverka förhandlingarna även om han hoppas på att det skulle leda till ett politiskt uppvaknande.

## Kontroverser
Polen har tidigt visat sig vara en kontroversiell anordnare. För det första var Polens åtaganden inom miljöområdet inte stora, bland annat med tanke på sitt stora kolberoende som företrädare för regeringen inte har visat intresse av att bryta. Dessutom hade en del tveksamma uttalanden förekommit inför mötet, till exempel på den officiella hemsidan där smältningen av Arktis is nämndes som något positivt. 

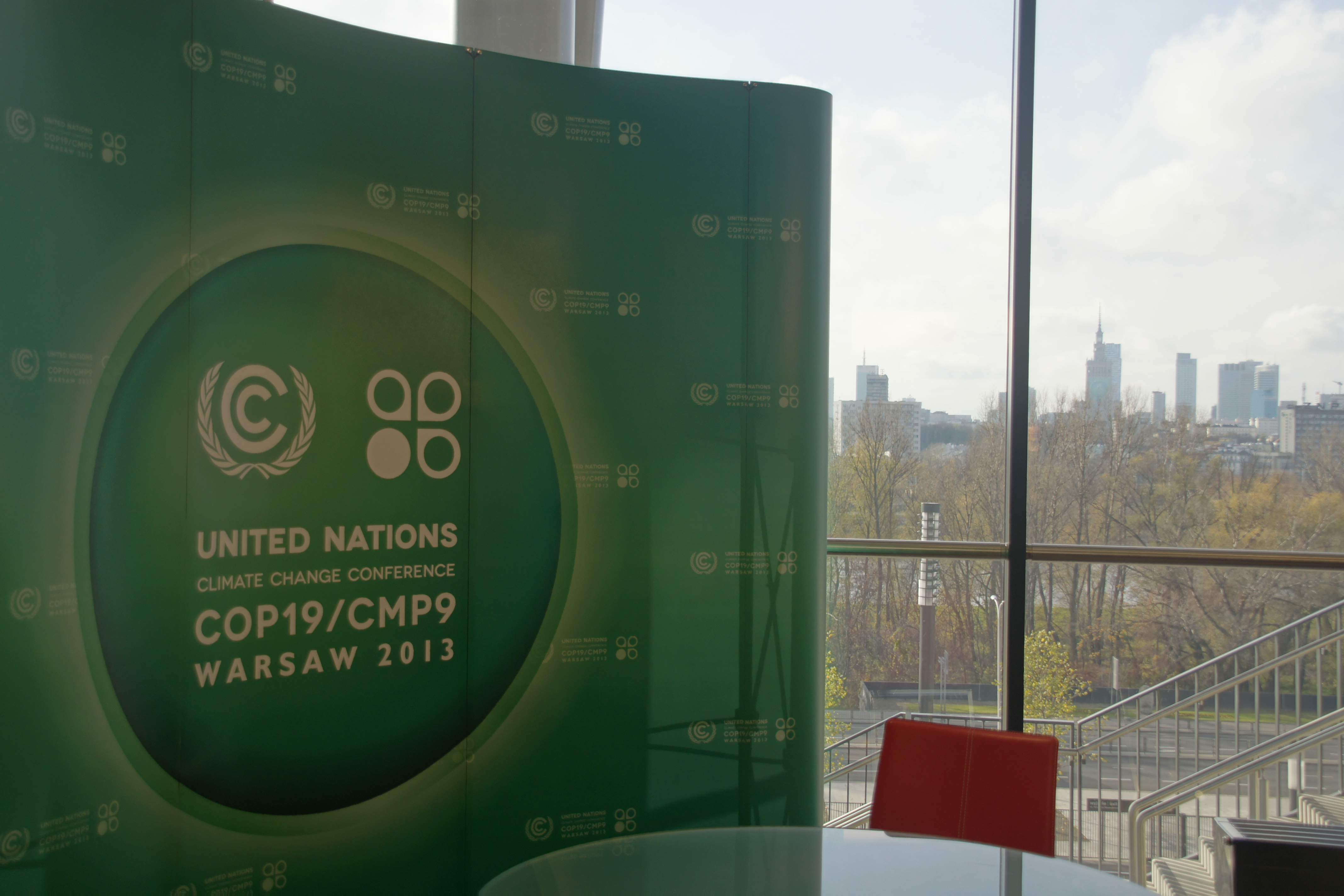
Inne i nationalstadion.

 Polen hade också kritiserats för att stora kol- och oljeföretag har tillåtits sponsra mötet (se externa länkar), samt att International Coal and Climat Summit hölls i anslutning till COP (den 18-19 november). Generellt sett var  COP19 det mest företagsinriktade COP någonsin; det var första gången företag tillåts sponsra konferensen samtidigt som mötet omgavs av företagsevent. Dessutom hölls en business day under förberedelsernas Pre-COP.
Chefsförhandlaren Christiana Figueres hade likaså blivit kritiserad. Till exempel höll hon tal på International Coal and Climat Summit den 18 november, det vill säga i samband med COP19, där hon menade att kol var en viktig del av lösningen på klimatfrågan. Att se kol som en ren lösning och hennes val att hålla tal på kolkonferensen väckte mycket kritik bland unga på plats och miljöorganisationer.

## Förhandlingarna
Tidig morgon den 20 november lämnade G77-länder förhandlingarna om loss and damage, det vill säga frågan om hur förluster och skador på grund av klimatförändringarna ska kompenseras, eftersom "texten [inte] behandlar sårbara länders behov". Den svenska förhandlaren Anna Lindstedt tonade dock ned det hela och menade att förhandlingarna inte brutit samman.
Torsdag den 20 november lämnade även stora delar av miljörörelsen och andra frivilligorganisationer och fackföreningar såsom Naturskyddsföreningen, WWF, Greenpeace, Friends of the Earth, IFS, 350.org och Oxfam förhandlingarna i protest mot att "regeringarna inte tar sitt ansvar när klimatforskarna är så tydlig med vad som måste göras" samt i syfte att sätta press på förhandlingarna. WWF menade att "botten är nådd" och exemplifierar med att "förhandlingarna i Warszawa har gått bakåt i de viktigaste frågorna kring utsläppsminskning, finansiering och kompensation". Naturskyddsföreningens generalsekreterare menade att exempelvis finansieringsfrågan är alltför komplex för att bara miljöministrar ska kunna lösa den och kritiserade bristen på konkreta förslag.

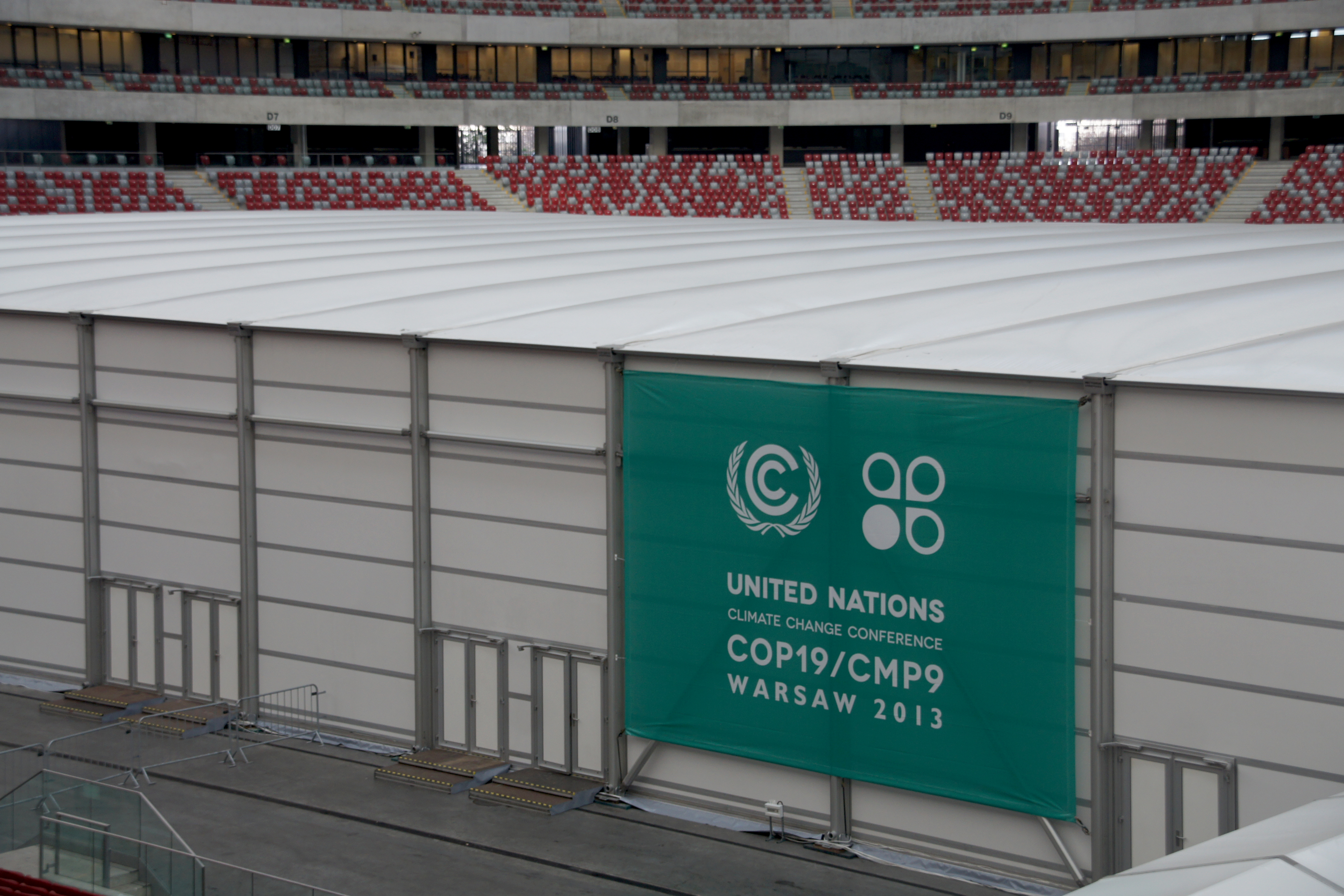
Förhandlingarnas lokalisering inne i Nationalstadion.

Den 22 november rapporterades att viktiga frågor som finansiering av anpassning till klimatförändringarna knappt rört sig framåt under förhandlingarna. Inte heller hade det avgjorts huruvida länder som drabbas av klimatförändringar ska kunna få ersättning från sådana länder som har stor användning av fossila bränslen.

### Övertid och resultat
Trots att mötet skulle avslutas fredagen den 22 november slutade det först efter ett dygns övertid på lördagseftermiddagen. Under kvällen den 22 november samlades observatörer från miljöorganisationer på läktarna i nationalstadion för att peppa förhandlarna i de stora tält som var uppställda på arenan. Under lördagen rapporterades sedan att flera frågor fortfarande inte lösts samt att läget började bli kritiskt för många små delegationer efter förhandlingar i 30 timmar i sträck. Texten man kommit överens om var vid det laget mycket urvattnad och innehöll inga åtaganden, trots att tanken varit att länderna skulle ange hur mycket de var redo att sänka sina utsläpp. Ett stort problem var ansvarsfördelningen, och somliga ville inte sänka sina utsläpp när andra inte gjort det. I slutet av förhandlingarna behandlades frågan om hur långsiktiga skador på grund av klimatförändringar skulle hindras och hanteras ifall de sker, och man introducerade Warszawa-mekanismen. Man diskuterade även grunderna till klimatavtalet som ska beslutas 2015 där alla länder lovar att sänka sina växthusgasutsläpp. Afrikanska länder och LDC-gruppen menade dock att dessa krav måste ställas med tanke på varje lands förmåga.